# Gobierno nacional ucraniano (1941)
El gobierno nacional ucraniano (en ucraniano: Українське Державне Правління (УДП), romanizado: Ukrainske Derzhavne Pravlinnia (UDP), lit. 'Junta Estatal de Ucrania') fue un breve gobierno autoproclamado ucraniano durante la invasión alemana de la Unión Soviética. El gobierno fue declarado mediante la proclamación del Estado ucraniano el 30 de junio de 1941, que también se comprometía a colaborar con la Alemania nazi. Estaba dirigido por la facción de Stepán Bandera de la Organización de Nacionalistas Ucranianos, la OUN.
Cuando las tropas alemanas entraron en Lviv, las autoridades alemanas ordenaron a los dirigentes de los nacionalistas ucranianos que se disolvieran. Sin embargo, no lo hizo y sus líderes fueron arrestados.

## Historia
La Alemania nazi lanzó la Operación Barbarroja, su asalto a la Unión Soviética, el 22 de junio. Ese día, los líderes de la OUN se reunieron en Cracovia, en la Polonia ocupada, y establecieron un Comité Nacional Ucraniano (UNK), como paso hacia un estado ucraniano. El general Vsevolod Petriv fue elegido jefe del comité en ausencia, con Volodymyr Horbovy elegido como líder interino y Viktor Andriievsky como segundo adjunto. Envió un memorando a Adolf Hitler afirmando las aspiraciones de independencia del pueblo ucraniano, su disposición a luchar contra la URSS y la esperanza de que Alemania respetara la soberanía ucraniana. El 5 de julio, la policía de seguridad alemana arrestó a los organizadores del comité, poniendo fin a su existencia.
Los alemanes ocuparon Lviv el 30 de junio. Henryk Szyper informó que "se colgaron banderas alemanas y ucranianas por todas partes" para dar la bienvenida a las tropas alemanas, y la población "esperaba que se estableciera un Estado ucraniano de tipo fascista ". Muchos pensaron que habían encontrado un nuevo aliado en la Alemania nazi.
El primer día de la ocupación alemana de la ciudad, una de las alas de la Organización de Nacionalistas Ucranianos (OUN) declaró la restauración del Estado ucraniano independiente. Yaroslav Stetsko proclamó en Lviv el Gobierno de una Ucrania independiente que "trabajará estrechamente con la Gran Alemania nacionalsocialista, bajo la dirección de su líder Adolf Hitler, que está formando un nuevo orden en Europa y el mundo", como se afirma en el texto de la "Ley de Proclamación del Estado Ucraniano". Esto se hizo sin la aprobación previa de los alemanes. La Declaración de Independencia tomó completamente por sorpresa a las autoridades alemanas, que la vieron como un intento de golpe de Estado.
Durante la mañana del 30 de junio, la OUN estaba formando una milicia popular ucraniana ad hoc en la ciudad. Incluía a activistas de la OUN que se habían mudado desde Cracovia con los alemanes, miembros de la OUN que vivían en Lviv y ex policías soviéticos que habían decidido cambiar de bando o que eran miembros de la OUN que se habían infiltrado en la policía soviética. : 227–9 Inició el primero de dos violentos pogromos al día siguiente.
El 5 de julio, Bandera, líder del OUN-B, fue puesto bajo arresto honorario (en latín: custodia honesta) en Cracovia y transportado a Berlín al día siguiente. El 14 de julio fue puesto en libertad, pero tuvo que permanecer en Berlín. El 12 de julio de 1941 se le unió en Berlín Stetsko, a quien los alemanes habían trasladado de Lviv después de un intento fallido por parte de desconocidos de asesinarlo. Bandera y Stetsko estuvieron retenidos en la prisión central de Berlín en Spandau desde el 15 de septiembre de 1941 hasta enero de 1942, cuando fueron trasladados al cuartel especial del campo de concentración de Sachsenhausen para prisioneros políticos de alto perfil, Zellenbau. Algunos de los nacionalistas ucranianos fueron empujados a la clandestinidad y, a partir de ese momento, lucharon contra los nazis, mientras continuaban luchando también contra los polacos y las fuerzas soviéticas (ver Ejército Insurgente Ucraniano).
Dos años después de la declaración, los alemanes habían encarcelado o asesinado al 80% de los dirigentes de la OUN-B.
Los propios Bandera y Stetsko fueron liberados en 1944 por los alemanes.

## Estructura de gobierno
El gobierno de 1941 fue un intento de incluir tantos partidos políticos en Ucrania como fuera posible. La estructura y nomenclatura de los funcionarios del gobierno eran bastante extensas. Ellos incluyeron:
El primer ministro fue Yaroslav Stetsko.
1. Viceprimer Ministro y Secretario del Ministerio de Salud – Marian Panchyshyn – sin afiliación política
2. Viceprimer Ministro – Lev Rebet (OUN)
3. Ministro del Interior – Volodymyr Lysy (Partido Radical Socialista)
4. Ministro de Asuntos Exteriores – Volodymyr Stakhiv
5. Ministro de Defensa – Vsevolod Petriv (Partido de la Revolución Social)
6. Ministro de Seguridad del Estado – Mykola Lebed (OUN)
7. Ministro de Justicia – Yulian Fedusevych
8. Ministro de Agricultura – Yevhen Khraplyvy
9. Ministra de Salud Marian Panchyshyn (sin afiliación política)
10. Ministro de Educación Volodymyr Radzykevych (sin afiliación política)
11. Ministro de Comunicación N. Moroz (sin afiliación política)
12. Ministro de Información Oleksandr Hai-Holovko (sin afiliación política)
13. Ministro de Coordinación Política Ivan Klymiv-Lehenda (OUN)
14. Viceministro del Interior Konstantyn Pankivsky (Partido Radical Socialista)
15. Viceministro de Asuntos Exteriores, Oleksandr Maritchak (Partido Nacional Democrático de Ucrania)
16. Viceministro de Defensa Roman Shukhevych (OUN)
17. Viceministro de Defensa , Oleksandr Hasyn (OUN)
18. Viceministro de Justicia Bohdan Dzerovych (sin afiliación política)
19. Viceministro de Agricultura Andriy Piasetsky (Frente de Unidad Nacional)
20. Viceministro de Salud , Roman Osinchuk

El gobierno también contaba con un Consejo de Mayores, encabezado por Kost Levytsky.